# NGC 5590
NGC 5590 este o galaxie lenticulară situată în constelația Boarul. A fost descoperită în 1 mai 1785 de către William Herschel. Se află la o distanță de 50,9 de megaparseci de Pământ.